# Oʻrtabuloq
Oʻrtabuloq (ros. Уртабулак, Urtabułak) – pole gazowe w południowym Uzbekistanie, niedaleko jego granicy z Turkmenistanem. Miejsce pierwszego w historii zamknięcia odwiertu za pomocą wybuchu jądrowego.
1 grudnia 1963 roku, w wyniku napotkania obszaru wyjątkowo wysokiego ciśnienia gazu ziemnego na głębokości 2450 m i braku stosownego mechanizmu przeciwwybuchowego w urządzeniu drążącym, nastąpiła eksplozja gazu wyrzucająca wiertło z otworu wiertniczego. 
Pożar trwał 1064 dni pochłaniając szacunkowo 12 000 000 m³ gazu ziemnego dziennie i doprowadzając do śmierci zwabionych światłem okolicznych zwierząt.
Z powodu niepowodzeń w próbach jego ugaszenia czy przekierowania gazu do pobliskich odwiertów podjęto decyzję o detonacji ładunku jądrowego w celu przesunięcia warstw skalnych tak, aby zamkneły one ujście gazu. Ładunek o mocy 30 kt umieszczono w skośnie wydrążonym tunelu z dnem w okolicy płonącego odwiertu. Skuteczna detonacja nastąpiła 30 września 1966 roku na głębokości 1500 m.